# Martin Petráš
Martin Petráš (Bojnice, Checoslovaquia, 2 de noviembre de 1979) es un exfutbolista eslovaco que se desempeñaba como defensa o lateral.

## Clubes
| Club               | País            | Año       | Partidos | Goles |
| FC Baník Prievidza | Eslovaquia      | 1998-2000 | 42       | 0     |
| FK Jablonec        | República Checa | 2000-2002 | 56       | 3     |
| AC Sparta Praga    | República Checa | 2002-2005 | 74       | 6     |
| Hearts FC          | Escocia         | 2006      | 5        | 0     |
| US Lecce           | Italia          | 2006      | 17       | 1     |
| Treviso FC         | Italia          | 2007      | 13       | 0     |
| US Triestina       | Italia          | 2007-2009 | 44       | 2     |
| AC Cesena          | Italia          | 2009-2011 | 29       | 0     |
| US Grosseto FC     | Italia          | 2011-2012 | 48       | 0     |
| Delta Porto Tolle  | Italia          | 2013-2014 | 37       | 1     |
| La Fiorita         | San Marino      | 2014-2015 | 26       | 3     |

- Datos: Q370546
- Multimedia: Martin Petráš / Q370546